# Липинци
Липинци (болг. Липинци) — село в Болгарии. Находится в Софийской области, входит в общину Драгоман. Население составляет 3 человека.

## Политическая ситуация
В местном кметстве Калотина, в состав которого входит Липинци, должность кмета (старосты) исполняет Лидия Естова Божилова (независимый) по результатам выборов.
Кмет (мэр) общины Драгоман — Соня Стоянова Дончева (Болгарская социалистическая партия (БСП)) по результатам выборов.